# Миноносцы типа S-31
Эскадренные миноносцы типа S-31 — тип эскадренных миноносцев (по официальной классификации германского флота — больших миноносцев), состоявший на вооружении Военно-морского флота Германии в начале XX века и в период Первой мировой войны. Всего было построено 6 миноносцев этого типа (все по программе 1913 финансового года).
Во время Первой мировой войны погибло 4 из 6 миноносцев типа: S-31, S-33 — S-35. Остальные миноносцы были 22 ноября 1918 года интернированы в Скапа-Флоу англичанами и позднее затоплены своими экипажами.

## Энергетическая установка
На кораблях типа в качестве ГЭУ были установлены две турбины Шихау общей мощностью 24 800 л. с., 3 военно-морских нефтяных котла. Максимальные запасы топлива на миноносцах типа составляли 220 тонн нефти.

## Вооружение
Миноносцы вооружались 3х1 88-мм орудиями. Торпедное вооружение эсминцев состояло из шести (2×1,2×2) 500-мм торпедных аппаратов.